# فاغنر ريبيرو دا كوستا
فاغنر ريبيرو دا كوستا (24 أغسطس 1990 في البرازيل – )؛ هو لاعب كرة قدم كان يلعب كمهاجم.

## وصلات خارجية
- فاغنر ريبيرو دا كوستا على موقع رابطة كرة القدم اليابانية للمحترفين (اليابانية)
- فاغنر ريبيرو دا كوستا على موقع قاعدة بيانات كرة القدم.إي يو (الإنجليزية)
- فاغنر ريبيرو دا كوستا على موقع Soccerway.com (الإنجليزية)
- فاغنر ريبيرو دا كوستا على موقع عالم كرة القدم.نت (الإنجليزية)